# Degingk

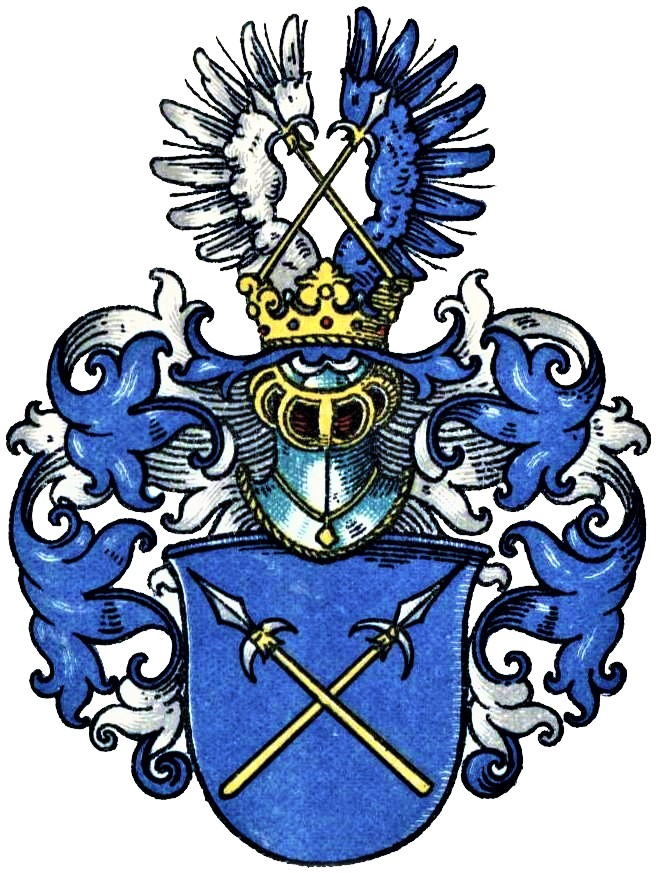
Wappen derer von Degingk im Wappenbuch des Westfälischen Adels

Degingk (auch Deging, Deginck o. ä.) ist der Name eines westfälischen Adelsgeschlechts.

## Geschichte
Das Geschlecht stammt aus Dortmund. Ein Georg a Deging wird 1240 erwähnt. Sein Sohn Ewald war 1276 Rat des Kölner Erzbischofs Siegfried von Westerburg. Mit Diplom vom 14. Juli 1654 wurde Hermann Degingk, ehemaliger Dortmunder Bürgermeister und damaliger Rittmeister der Stadt, mit allen zur Familie gehörenden Personen von Kaiser Ferdinand III. mit einer Wappenmehrung in den Reichsadelsstand erhoben. Von Dortmund aus kam die Familie auch nach Lübeck, wo sie einen Ratsherrn stellte, und Soest, wo ein Familienmitglied das Bürgermeisteramt erlangte.
Im 17. und 18. Jahrhundert erwarb die Familie verschiedene Güter in der Grafschaft Mark und in der Herrschaft Jever. In der Grafschaft Mark gehörte ihren u. a. Haus Dahl (urkundl. 1675–1742), Rosendael (1728) und Rummenohl (1700–1747). In der Herrschaft Jever waren es Gut Elmshausen, Tadekenhausen und Warnsath (1747).
Mehrere Familienmitglieder dienten in der königlich-preußischen Armee. So etwa Ludwig Dietrich Anton von Degingk genannt Winsheim, Herr auf Warnsath bei Jever, der 1740 in preußischen Diensten stand. Sein Sohn Johann Ferdinand von Degingk, verheiratet mit einer Baronin von Stromberg, war 1776 Leutnant im Regiment Prinz von Preußen und zuletzt königlich-preußischer Major und Kommandant des Infanterie-Regiments von Tschepe in Fraustadt. Er starb nach Pensionierung im Jahr 1825. Der zweite Sohn verstarb als Major a. D. in Berlin. Er war mit einer geb. Zobel verheiratet. Gottfried Joachim von Degingk fiel am 6. Mai 1757 vor Prag.

## Persönlichkeiten
- Hermann von Degingk († 1654), Bürgermeister von Dortmund, 1654 in den Ritterstand erhoben
- Kaspar von Deginck (1614–1680), Ratsherr der Hansestadt Lübeck, Sohn von Hermann von Degingk
- Dietrich von Degingk (1617–1680), Syndikus und Bürgermeister von Dortmund, Sohn von Hermann von Degingk
- Melchior von Degingk (1647–1714), Bürgermeister von Soest 1688–1690, 1691–1693, 1695–1697, 1700–1702, 1713–1714

## Wappen
Blasonierung im Wappenbuch des Westfälischen Adels: In Blau zwei ins Andreaskreuz gestellte silberne Hellebarden mit goldenen Ringen. Auf dem gekrönten Helm ein offener Flug, rechts silbern, links blau, dazwischen die Hellebarden. Die Helmdecken sind blau-silbern.

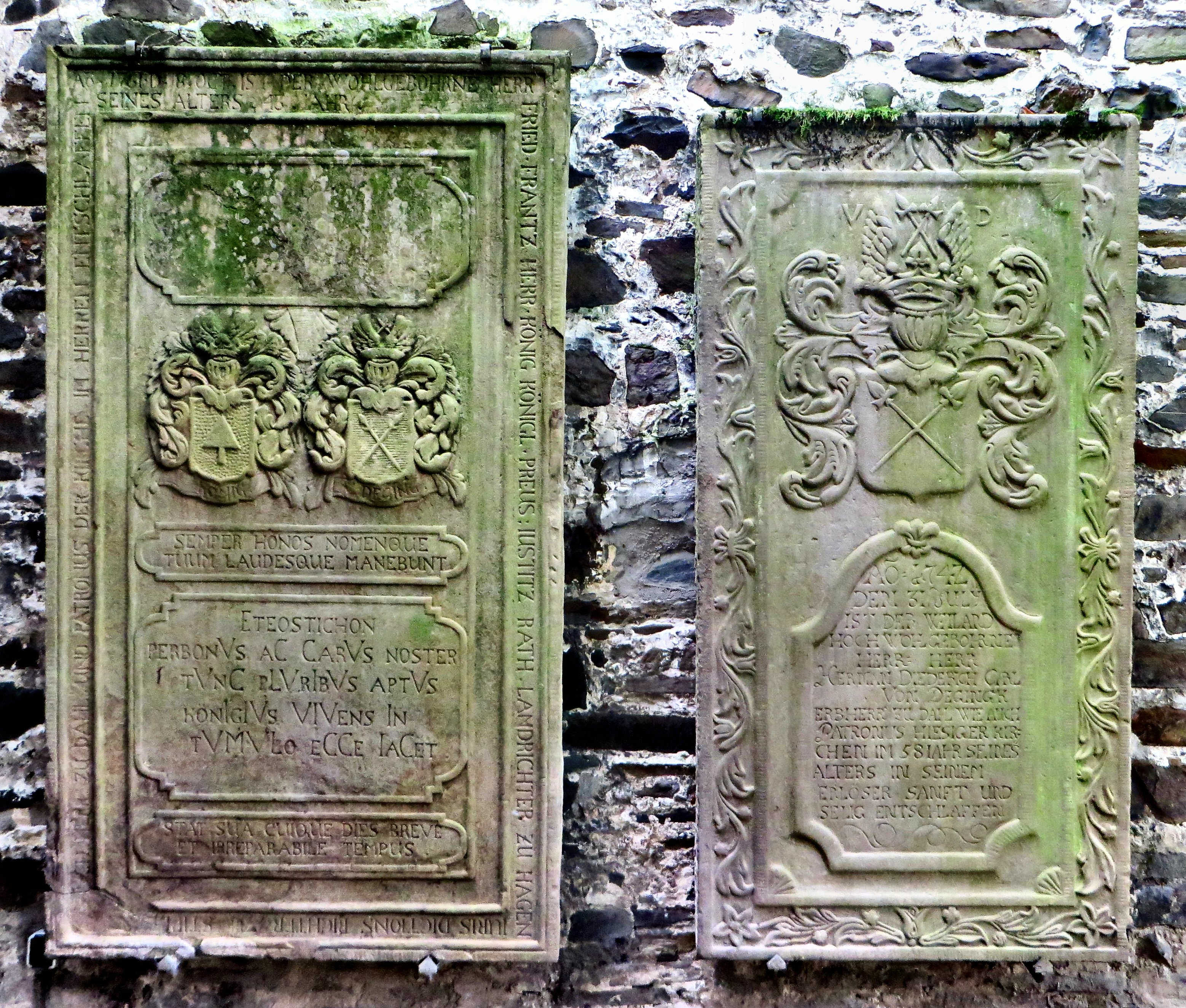
Grabplatten der Kirchen-Patrone in Dahl; rechts: Herman Diederich Carl von Degingk († 1742)
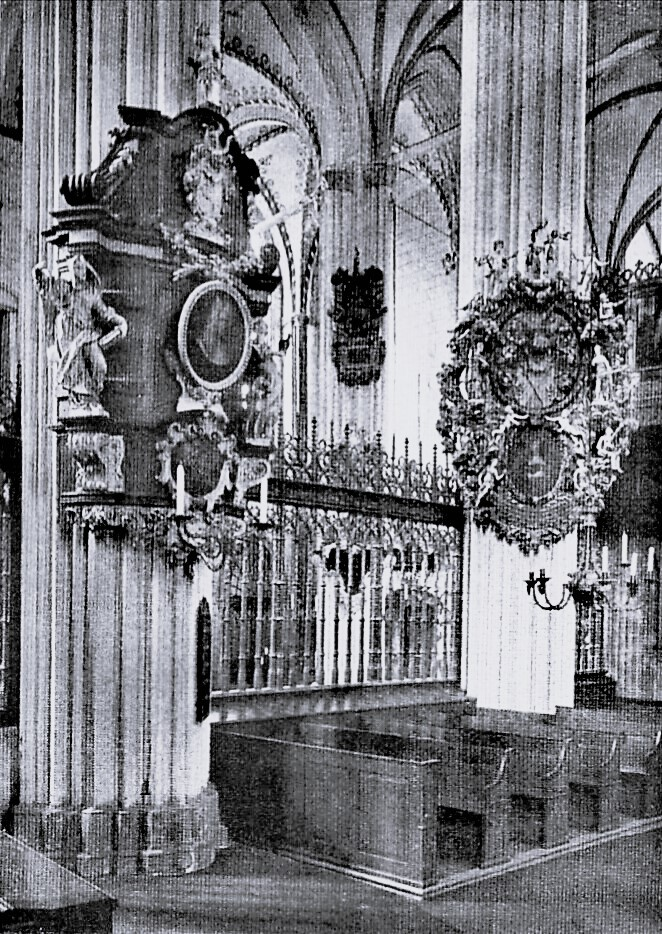
Epitaph für Kaspar von Degingk († 1680) (rechts) in der Lübecker Marienkirche